# Sint-Jozef Ambachtsmankerk

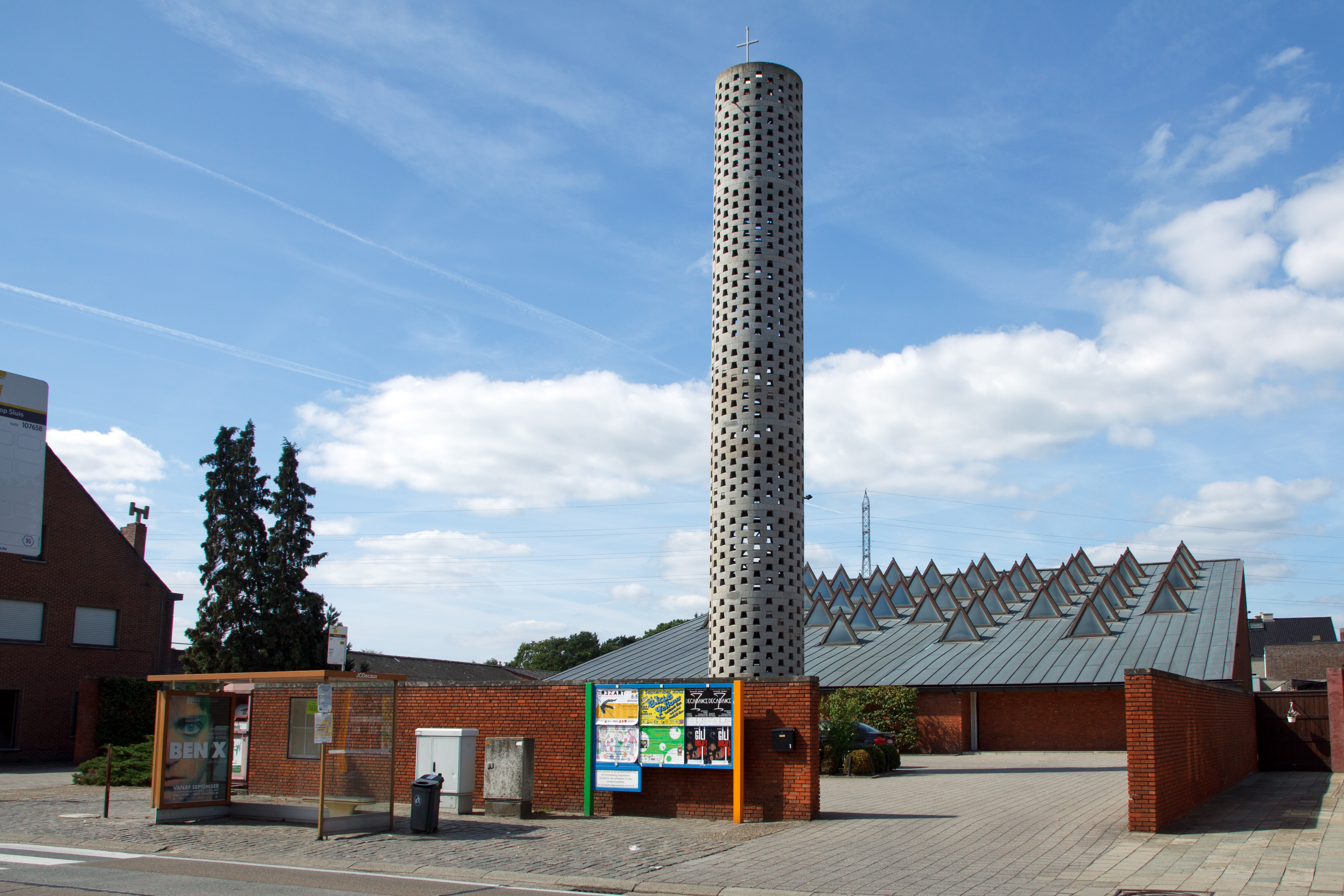

De Sint-Jozef Ambachtsmankerk is de parochiekerk van de tot de Antwerpse gemeente Mol behorende plaats Ginderbuiten, gelegen aan de Brandstraat.
Ginderbuiten werd in 1961 een zelfstandige parochie. Van 1967-1968 werd een kerk gebouwd naar ontwerp van Paul Meekels.
De kerk is ontworpen in de stijl van het naoorlogs modernisme. Het is een zaalkerk op rechthoekige plattegrond met schuin aflopend dak dat voorzien is van piramidevormige lichtkoepels. De bakstenen wanden hebben geen vensters. Voor de kerk bevindt zich een alleenstaande hoge ronde toren, uitgevoerd in beton, die iets weg heeft van een fabrieksschoorsteen.
De kerk bezit een gepolychromeerd Mariabeeld van omstreeks 1700, dat afkomstig is uit een vroegere kapel. Het Pels-orgel is van 1970.
- Inventaris van het Bouwkundig Erfgoed (Vlaanderen): 52815